# 三良坂站
三良坂站（日语：／ Mirasaka eki */?）是位於廣島縣三次市三良坂町三良坂，西日本旅客鐵道（JR西日本）的福鹽線車站。

## 歷史
- 1933年11月15日：福鹽北線（當時）田幸站（現時：鹽町站）至吉舍站之間開通，此站啟用[1]。
  - 當時車站位於廣島縣雙三郡三良坂町（日语：三良坂町）三良坂。
- 1938年7月28日：福鹽北線成為福鹽線的一部分，此站成為福鹽線車站。
- 1985年12月1日：降為無人車站（簡易委託化）。
- 1987年4月1日：隨國鐵分割民營化，車站由西日本旅客鐵道（JR西日本）營運。
- 1990年春天：現站房竣工。當時三良坂町動用一億日圓的「故鄉創生事業資金」進行重建。
- 2004年4月1日：隨著三次市（第二次）成立，車站地址改為廣島縣三次市三良坂町三良坂。

## 車站構造
車站是一座地面車站，設有1面1線的單式月台。前往三次方向的列車會開啟左邊車門。曾經此站設有2面2線的相對式月台，現時只剩下一邊月台。
車站大樓是一座2層高的建築物，1樓為休息室和的士公司事務所，2樓為多目的會堂。但是此站是無人車站（由三次鐵道部管理），沒有自動售票機。

## 利用狀況
以下為近年1日平均乘車人次列表。
| 年度               | 1日平均 乘車人次 | 參考資料 |
| ------------------ | ---------------- | -------- |
| 2002年（平成14年） | 78               | [ 2 ]    |
| 2003年（平成15年） |                  |          |
| 2004年（平成16年） |                  |          |
| 2005年（平成17年） |                  |          |
| 2006年（平成18年） |                  |          |
| 2007年（平成19年） |                  |          |
| 2008年（平成20年） |                  |          |
| 2009年（平成21年） |                  |          |
| 2010年（平成22年） |                  |          |
| 2011年（平成23年） | 52               | [ 3 ]    |
| 2012年（平成24年） | 42               | [ 3 ]    |
| 2013年（平成25年） | 45               | [ 3 ]    |
| 2014年（平成26年） | 40               | [ 3 ]    |
| 2015年（平成27年） | 47               | [ 3 ]    |
| 2016年（平成28年） | 39               | [ 3 ]    |
| 2017年（平成29年） | 40               | [ 3 ]    |

## 車站周邊
- 三次市政廳三良坂分所
- 三良坂郵局
- 國道184號（日语：国道184号）

## 相鄰車站
西日本旅客鐵道（JR西日本）
 福鹽線
吉舍－三良坂－鹽町

## 注腳
1. ↑  日本《官報》第2059號「鐵道省告示第521號」，1933年11月10日：第221頁。
2. ↑  「飲食・小売の出店を科学する出店戦略情報局」之存檔數據
3. 1 2 3 4 5 6 7  國土數値情報 不同站的上下車人次數據

## 外部連結
- 三良坂｜車站資訊：JR出門網 - 西日本旅客鐵道（日語）